# Герб Білозерки
Герб Білозе́рки — офіційний символ смт Білозерка (Херсонщина).
Затверджений 27 лютого 2003 р. рішенням № 19 виконкому та 13 червня 2003 р. рішенням № 83 VI сесії селищної ради XXIV скликання.

## Опис
Щит понижено хвилясто перетятий на лазурове та срібне поля, у центрі — щиток, увінчаний срібною капличкою, у червоному полі щитка по зеленій хвилястій основі йде золотий слон із червоною попоною та золотою короною на спині. Щит обрамований декоративним картушем і увінчаний срібною міською короною з трьома вежками. Автори — С. Дяченко та А. Журавленко.
Щиток містить герб генерал-поручника І. А. Ганнібала, який вважається засновником Білозерки. Лазуровий та срібний (білий) кольори уособлюють Біле озеро, від якого поселення отримало свою назву. Капличка над озером означає духовність.